# 뿌요뿌요 2
《뿌요뿌요2》(ぷよぷよ通 푸요푸요 쓰[*])는 일본의 게임 회사 컴파일에서 만든 퍼즐 게임 뿌요뿌요 시리즈의 2번째 작품이다. 1994년 7월에 아케이드용(오락실용)으로 세가에서 발매됐으며, 이후 여러 게임기로 이식됐다. 한국어 버전으로는 1997년에 발매됐다.
플레이어 캐릭터로는 전작과 마찬가지로 아르르 나쟈가 등장한다.

## 전작과 다른 점

### 상쇄
방해뿌요가 떨어지기 전에 공격을 하면 상대의 공격이 약화되고, 상대의 공격보다 강한 공격을 하면 입장이 바뀌어 공격하는 쪽이 수비를, 수비하는 쪽이 공격을 하게 된다.

### 퀵턴
공간이 한 줄밖에 남지 않았을 때 회전키를 빠르게 2연타하면 180도 돌아간다.

### 상대방의 자유로운 선택
전작에서는 드래코켄타우로스부터 사탄까지 13명의 상대를 차례로 격파해야 했으나 이제는 층마다 여러 명의 상대가 있어 선택해서 쓰러뜨릴 수 있다(룰렛).

## 진행 방식
탑은 6층으로 구성되어 있으며 그 층에서의 상대를 쓰러뜨리며 경험치를 모아 필요한 경험치를 채우면 다음 층으로 올라가게 되고, 상대를 모두 쓰러뜨렸으나 경험치를 채우지 못하면 연장전을 하게 된다. 그래도 채우지 못하면 탑에서 떨어진다는 비극적인 엔딩으로 끝난다. 6층에서는 경험치를 채우는 것이 아니라 세 명의 상대를 차례로 쓰러뜨리는 것이다.
- 1층 (연장전 : 마스크드 사탄)
  - 스켈레톤-T
  - 윌 오 위습
  - 스키야포데스
  - 트리오 더 반시
  - 노미
  - 모모모
  - 바로메트
  - 미니 좀비

- 2층(연장전 : 오울베어) 15,000점 이상(30,000)
  - 파놋티
  - 인어
  - 노호호
  - 캣토시
  - 후후후
  - 미라

- 3층 (연장전 : 좀비) 45,000점 이상(35,000)
  - 전갈맨
  - 전사모올
  - 하피
  - 파라라
  - 가지동자

- 4층 (연장전 : 드래곤) 80,000점 이상(40,000)
  - 스케토우다라
  - 괴물
  - 윗치
  - 파키스타

- 5층 (연장전 : 킹 엘리펀트 120,000점 이상(30,000)
  - 드래코켄타우로스
  - 미노타우로스

- 6층 150,000점 이상
  - 셰죠 위그이 -> 루루 -> 사탄

## 특전
루루를 클리어했을 때 점수가 180,000점 이상이면 사탄이아닌 마스크드 사탄과 일전을 벌일 수 있다.
그러나 패배 시 콘티뉴가 가능한 대신 이전까지 산적된 점수가 0점이 되기 때문에 이 말은 초보들에겐 스테이지 1 이후부터는 패배하면 안 된다는 말과 같다.

## 방해뿌요의 종류
- 일반 방해뿌요 : 특징 없는 방해뿌요.
- 득점 방해뿌요 : 타원형이 아닌 진원형의 방해뿌요. 터뜨리면 더 많은 점수를 얻을 수 있고 더 많은 방해뿌요를 보낼 수 있다.
- 딱딱 방해뿌요 : 얼어붙은 듯한 모습을 한 방해뿌요. 두 번에 나눠서 터뜨려야 터지지만 딱딱 방해뿌요 주변의 뿌요들이 이 방해뿌요의 2면 이상을 둘러싼 채로 터지면 한 번에 터진다.